# Kommunfåglar
Kommunfåglar är symboler som tilldelats de 33 kommunerna i Skåne och sex kommuner i Storgöteborg. Dessutom har åtta kommuner i Östergötland tilldelats kommunfåglar.
I Skåne utsågs kommunfåglar för första gången på 1990-talet av Skånes Ornitologiska Förening i samarbete med tidningen Kristianstadsbladet. Tanken med att utse en fågel för varje kommun var bland annat att locka kommunerna att ta någon form av ansvar för, och symbolisera sig med arten och därmed främja fågelskyddsarbete.
I Storgöteborg har Göteborgs Ornitologiska Förening utsett kommunfåglar för de sex kommunerna inom sitt område. Även där uppges syftet vara att främja fågelskyddsarbete.
Eftersom kommunfågeln ska vara en vanligt förekommande art inom kommunen förekommer det att man byter kommunfågel när en art minskat i antal inom området, och inte längre anses vara representativ för kommunen.

## Skånes kommunfåglar
| Kommun       | Fågel               |
| ------------ | ------------------- |
| Bjuv         | Forsärla            |
| Bromölla     | Roskarl             |
| Burlöv       | Skärfläcka          |
| Båstad       | Tobisgrissla        |
| Eslöv        | Sånglärka           |
| Helsingborg  | Stenknäck           |
| Hässleholm   | Knipa               |
| Höganäs      | Pilgrimsfalk        |
| Hörby        | Gröngöling          |
| Höör         | Mindre hackspett    |
| Klippan      | Kungsfiskare        |
| Kristianstad | Rödspov             |
| Kävlinge     | Rapphöna            |
| Landskrona   | Gravand             |
| Lomma        | Skrattmås           |
| Lund         | Pungmes             |
| Malmö        | Svart rödstjärt     |
| Osby         | Trana               |
| Perstorp     | Tjäder              |
| Simrishamn   | Sommargylling       |
| Sjöbo        | Vit stork           |
| Skurup       | Råka                |
| Staffanstorp | Tofsvipa            |
| Svalöv       | Storspov            |
| Svedala      | Svarttärna          |
| Tomelilla    | Röd glada           |
| Trelleborg   | Småtärna            |
| Vellinge     | Kärrsnäppa          |
| Ystad        | Gråhakedopping      |
| Åstorp       | Mindre strandpipare |
| Ängelholm    | Nattskärra          |
| Örkelljunga  | Storlom             |
| Östra Göinge | Fiskgjuse           |

## Storgöteborgs kommunfåglar
| Kommun     | Fågel        |
| ---------- | ------------ |
| Göteborg   | Sånglärka    |
| Härryda    | Tjäder       |
| Kungsbacka | Tofsvipa     |
| Mölndal    | Nattskärra   |
| Partille   | Kungsfiskare |
| Öckerö     | Ejder        |

## Östergötlands kommunfåglar
| Kommun      | Fågel            |
| ----------- | ---------------- |
| Boxholm     | Mindre hackspett |
| Finspång    | Fiskgjuse        |
| Linköping   | Rödspov          |
| Norrköping  | Kungsfiskare     |
| Motala      | Kornknarr        |
| Mjölby      | Sånglärka        |
| Söderköping | Svärta           |
| Ödeshög     | Skäggmes         |